# Băltăreți (okręg Buzău)
Băltăreți – wieś w Rumunii, w okręgu Buzău, w gminie Ulmeni. W 2011 roku liczyła 529 mieszkańców.